# Luis Alberto Ordiales
Luis Alberto Ordiales (* Noreña, 15 de enero de 1952). Fue un ciclista español, profesional entre 1976 y 1981, cuyos mayores éxitos deportivos los logró en la Vuelta a España donde obtuvo 1 victoria de etapa en la edición de 1977 

## Palmarés
| 1976 - G.P. Llodio - 1 etapa de la Vuelta a Aragón - 1 etapa de la Vuelta a Asturias 1977 - 1 etapa en la Vuelta a España - 2 etapas de la Vuelta a Cantabria - 1 etapa de la Vuelta a los Valles Mineros 1978 - Subcampeón de España de ciclismo en ruta - Torrejón-Dyc - 1 etapa de la Vuelta a Cantabria - 1 etapa de la Vuelta a La Rioja 1979 - 1 etapa de la Vuelta a Asturias |

## Equipos
- Novostil (1976-1977)
- Transmallorca (1978-1979)
- Henninger - Aquila Rossa (1980)
- Reynolds (1981)